# Лара (Анталья)
Лара (тур. Lara) — один из двух самых важных пляжей Антальи, наряду с побережьем Коньяалты. Он расположен в районе Муратпаша. Лара — также неофициальное название района, через который проходит одноимённая улица, ведущая из центра города в сторону пляжа. Этот район включает в себя микрорайоны Ешильбахче, Шириньялы, Фенер, Чалаян, Гюзелоба.

## Происхождение названия
Лара по-лувийски означает песок.

## Описание
Пляж Лара расположен в районе Муратпаша (микрорайон Гюзелоба). Он протянулся на несколько километров. Пляжное покрытие на всей протяженности — крупный песок, спуск к воде пологий.
Наиболее популярная, а потому особо многолюдная часть пляжа та, что ближе к городу. Она начинается сразу за отелем “Club Hotel Sera”. Широкая береговая линия здесь разделена мощеной дорожкой: по одну сторону от неё непосредственно пляж, по другую — вся необходимая пляжная инфраструктура (душевые, раздевалки, туалеты), а также бесплатная зона для барбекю. Эта часть берега считается муниципальным бесплатным городским пляжем.
Следующий отрезок занимают платные пляжи, которые имеют нумерацию от 1 до 11. Оставшийся несколько километров пляжа является частью отельных территорий.
Пляж Лара отмечен Голубым флагом. Вода кристально чистая и, по сравнению с пляжем Коньяалты к западу от Анталии, теплее и спокойнее. Море остается мелководным на протяжении длинного расстояния. Его песчаный пляж чистый и подходит для всех видов деятельности.

## Достопримечательности
- Водопад Дюден
- Музей песчаных скульптур  Sandland Antalya, расположенный прямо на пляже[7].